# Roberto Recchioni
Roberto Recchioni (Roma, Italia, 13 de enero de 1974) es un escritor, guionista y dibujante de cómics italiano.

## Biografía
Debutó como profesional en el mundo de la historieta, creando la serie Dark Side para la editorial BDPress. Fue entre los fundadores de la editorial independiente Factory. Junto a Lorenzo Bartoli, creó dos historietas, John Doe y Detective Dante, para la casa Eura, para la que ya había realizado Logan y Napoli Ground Zero. Para Panini Comics, creó el cómic David Murphy: 911 y adaptó en historietas la trilogía de novelas Cronache del Mondo Emerso de Licia Troisi. Para Astorina escribió varias historias de un personaje histórico de la historieta italiana, el "rey del crimen" Diabolik. Entre las numerosas historietas realizadas por Recchioni, se pueden recordar Battaglia - le Guerre di Pietro, Ucciderò ANCORA Billy the Kid, Ammazzatine, Asso (de la que también fue dibujante) o The Crow: Memento Mori. Es uno de los creadores de Long Wei (editorial Aurea). 
A lo largo de su carrera, también ha colaborado con StarShop (Dark Side - Battaglia), Comic Art (cocreador y dibujante de Pugno), Rizzoli (en el sector publicitario), Magic Press (redactor), Mondadori (novelas y reediciones de sus historietas), Disney (Chicken Little y PP8), Feltrinelli Comics (La fine della ragione), la revista estadounidense de cómics Heavy Metal (historias breves), etc.
A partir de 2007, entró a formar parte del equipo de Dylan Dog de la editorial Bonelli, del que actualmente también es el coordenador. Además, para la Bonelli escribió historias para Le Storie y de su serie estrella, Tex. Junto al dibujante Emiliano Mammucari, es el creador de la serie de ciencia ficción Orfani.
Fue redactor de las revistas X-Files, CineAttack!, Fiction y Pc Zeta, y colaboró con Resident Evil Magazine, Cliffhanger y Wildstorm. 
Publicó el relato It came from the desert en el libro colectivo Bugs (Edizioni BD, 2008) y escribió tres novelas: YA - La Battaglia di Campocarne (Mondadori, 2015), Ringo: chiamata alle armi (Multiplayer, 2016) y YA - L'ammazzadraghi (Mondadori, 2017).
La película Monolith, dirigida por Ivan Silvestrini en 2017, se basa en su homónima novela gráfica, escrita junto a Mauro Uzzeo y dibujada por Lorenzo Ceccotti (LRNZ).